# Posavski Bregi
 Posavski Bregi  falu Horvátországban Zágráb megyében. Közigazgatásilag Ivanić-Gradhoz tartozik.

## Fekvése
Zágrábtól 33 km-re délkeletre, községközpontjától  5 km-re délnyugatra, az A3-as autópálya mellett fekszik.

## Története
A falu plébániáját 1790-ben alapították, a plébániatemplomot 1815-ben építették. 
1857-ben 1241, 1910-ben 1276 lakosa volt. Trianonig Zágráb vármegye Dugo Seloi járásához tartozott. 
A településnek 2001-ben 783 lakosa volt.

## Lakosság
| Lakosság változása | Lakosság változása | Lakosság változása | Lakosság változása | Lakosság változása | Lakosság változása | Lakosság változása | Lakosság változása | Lakosság változása | Lakosság változása | Lakosság változása | Lakosság változása | Lakosság változása | Lakosság változása | Lakosság változása |
| ------------------ | ------------------ | ------------------ | ------------------ | ------------------ | ------------------ | ------------------ | ------------------ | ------------------ | ------------------ | ------------------ | ------------------ | ------------------ | ------------------ | ------------------ |
| 1857               | 1869               | 1880               | 1890               | 1900               | 1910               | 1921               | 1931               | 1948               | 1953               | 1961               | 1971               | 1981               | 1991               | 2001               |
| 1241               | 1277               | 1226               | 1281               | 1324               | 1276               | 1154               | 1079               | 1009               | 1003               | 923                | 873                | 766                | 735                | 783                |

## Nevezetességei
Szent Maximilian Kolbe tiszteletére szentelt plébániatemploma 1815-ben épült. Faliképei az építés idejéből valók, de berendezése 19. századi. Főoltára Szent Maximilán, Szent Cirill és Szent Metód szobraival, Szűz Máriának szentelt bal oldali mellékoltára Szűz Mária, Szent Anna és Szent Dorottya szobraival, Jézus Szíve tiszteletére szentelt jobb oldali mellékoltára Jézus Szíve, Páduai Szent Antal és Szent Flórián szobraival, valamint Szent Mária Magdolnát és Szent János apostolt a kereszt alatt ábrázoló képe szintén a 19. században készültek.
Védett épületek a Gorenci 3/1  és a Katanci II 1. szám alatti, 1912-ben, illetve 1914-ben épített, hagyományos építésű fa lakóházak a hozzájuk tartozó gazdasági épületekkel.